# ТЕС Ішалніца (Крайова I)
ТЕС Ішалніца (Крайова I) – теплова електростанція в Румунії у повіті Горж, за десяток кілометрів на північний захід від міста Крайова.
Введення енергоблоків станції почалось у 1964 році. Спершу тут запустили три теплофікаційні блоки електричною потужністю по 50 МВт та два конденсаційні блоки потужністю по 100 МВт. В подальшому додали ще один теплофікаційний блок електричною потужністю 55 МВт. Наразі всі вони виведені з експлуатації.
В роботі залишаються лише конденсаційні блоки №7 та №8 з показниками по 315 МВт, які стали до ладу в 1967 – 1968 роках (втім, існують дані, що введення щонайменше блоку №7 насправді припало аж на 1969-й). Кожен з них має по два парові котла виробництва німецької компанії MAN, які живлять одну парову турбіну французької компанії Rateau Schneider. Генератори виготовила ще одна французька компанія Alsthom.
Як паливо станція використовує місцевий ресурс лігніту.
Воду для охолодження отримують із річки Жіу.
Видача продукції відбувається по ЛЕП, розрахованій на роботу під напругою 220 кВ.
У 2014-му блоки 7 та 8 пройшли модернізацію з метою покращення екологічних показників, під час якої встановили обладнання для десульфуризації відхідних газів.
Існують також плани припинення на майданчику вугільної генерації з випереджаючим спорудженням блоків на природному газі.
Можливо відзначити, що в районі міста Крайова також працює ще одна теплова електростанція ТЕС Крайова II.